# Tempio massonico

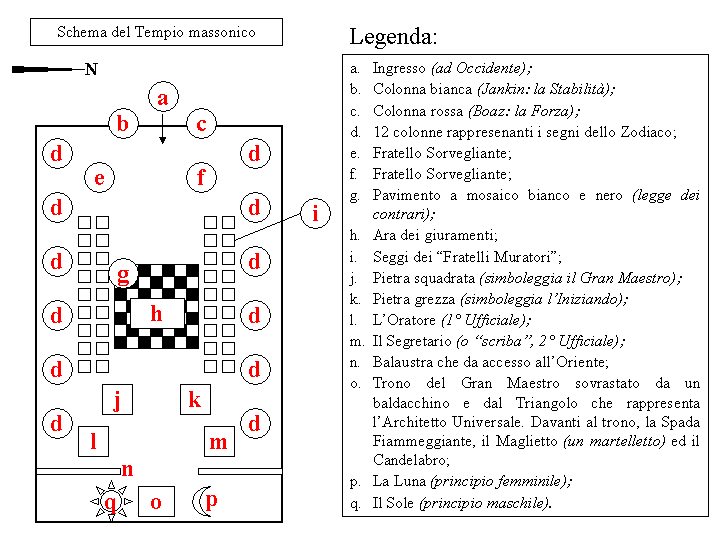
Schema del tempio massonico

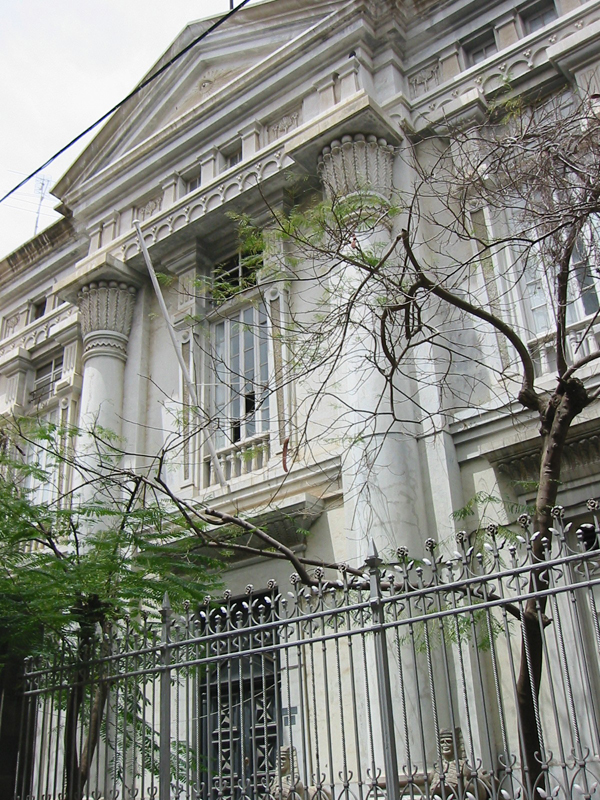
Tempio massonico di Santa Cruz de Tenerife in Spagna.

In massoneria, il termine tempio massonico ha vari significati.
Indica uno spazio concettuale rituale formato da una loggia massonica quando si incontra, di conseguenza anche gli spazi fisici e le strutture in cui si incontrano. Viene anche usato con significato allegorico per riferirsi a uno scopo filosofico.
Nel suo significato di base indica la sede di una loggia massonica che può servire anche ad altri scopi. I templi massonici più piccoli non consistono altro che di una sala conferenze con uno spazio ristoro connesso. Sempre più negli Stati Uniti con tempio massonico si indicano svariati edifici, senza badare a taglia e posizione.
Il primo tempio massonico fu costruito nel 1765 a Marsiglia, in Francia.